# TATTOO (Official髭男dismの曲)
「TATTOO」（タトゥー）は、2023年4月21日にIRORI Recordsより配信された、日本のバンド・Official髭男dismの楽曲。当楽曲は、TBS系 金曜ドラマ『ペンディングトレイン-8時23分、明日 君と』の主題歌として書き下ろされた。
前作『ホワイトノイズ』から3か月ぶりとなる配信シングルとなる。

## 背景
2023年3月15日に、Official髭男dismが『ペンディングトレイン』の主題歌を担当することが発表。ヒゲダンがTBS系のドラマ主題歌を担当するのは2020年1月期火曜ドラマ『恋はつづくよどこまでも』に提供した『I LOVE...』以来3年3ヶ月ぶりとなる。

同楽曲について藤原は、
とコメントしている。

## リリース
同年4月5日に楽曲の配信リリースを発表。同時に当楽曲を使用した『ペンディングトレイン』の予告編が公開され、楽曲が解禁された。
4月21日、楽曲の配信が開始され、ミュージックビデオがYouTubeにてプレミア公開された。
4月28日から6月2日まで毎週金曜日に、YouTube Shorts にてミュージックビデオ撮影時の非公開映像が計6本公開された。6月23日のドラマ最終回放送後にはフルバージョンが公開された。今までにバンドが公開していたミュージックビデオのメイキング映像とは違い、楽曲の制作話やメンバーへのインタビューがなく、楽曲をノンカットで流しながら未公開映像だけで構成されている。

## ミュージックビデオ
TATTOO
監督：新保拓人 / 製作：FIRSTORDER
- 2023年4月21日にYouTubeにてプレミア公開された。メンバー4人がレコーディング旅行のように過ごす様子や室内での演奏シーンなどが収められている[9]。
- 撮影は全編グアムで行われている[9]。

## チャート成績
Billboard JAPANが発表する音楽総合チャート「Billboard Japan Hot  100」では、2023年5月1日付のチャートで18位に初登場した。翌週に最高位である6位にランクインし、以降も6月5日付のチャートで最高位タイの6位や、6月26日付チャートから4週連続で7位にランクインするなど、14週連続でトップ20位以内を記録した。
ストリーミング・ソング・チャート「Billboard Japan Streaming Songs」では、2023年5月1日付のチャートで69位にデビューし、翌週に9位にジャンプアップ。6月5日付のチャートから6週連続で4位をキープした。
8月21日付の同チャートで、楽曲の累計ストリーミング再生回数が1億回を突破した。バンド14曲目の累計1億回再生突破楽曲となり、この曲数はYOASOBIと並んで当時最多であった。

### 認定と売上
|                                 | 認定 (RIAJ)      | 売上/再生回数 |
| ------------------------------- | ---------------- | ------------- |
| ストリーミング                  | ダブル・プラチナ | 2億回再生     |
| * 認定のみに基づく売上/再生回数 |                  |               |

## 収録曲
| #  | タイトル   | 作詞・作曲 | 編曲             | 時間 |
| -- | ---------- | ---------- | ---------------- | ---- |
| 1. | 「TATTOO」 | 藤原聡     | Official髭男dism | 4:48 |

## タイアップ
TATTOO
TBS系 金曜ドラマ『ペンディングトレイン-8時23分、明日 君と』主題歌